# اندیس پشت بادام
پشت بادام یک اندیس فلزی است که در حوالی شهر ساغند استان یزد قرار دارد و مادهٔ معدنی موجود در آن، سرب و روی است.